# Vitis champinii
Vitis champinii är en vinväxtart som beskrevs av Jules Émile Planchon. Vitis champinii ingår i släktet vinsläktet, och familjen vinväxter. Inga underarter finns listade i Catalogue of Life.